# Diecezja Málaga-Soatá
Diecezja Málaga-Soatá (łac. Dioecesis Malagensis-Soatensis, hisz. Diócesis de Málaga-Soatá) – rzymskokatolicka diecezja w Kolumbii. Biskup Málaga-Soatá jest sufraganem arcybiskupa Bucaramanga.

Mapa diecezji

## Historia
7 lipca 1987 roku papież Jan Paweł II mocą konstytucji apostolskiej Quo efficacius providetur erygował diecezje Málaga-Soatá. Dotychczas wierni z tych terenów należeli do archidiecezji Bucaramanga.

## Ordynariusze
- Hernán Giraldo Jaramillo (1987 - 2001)
- Darío de Jesús Monsalve Mejía (2001 - 2010)
- Víctor Manuel Ochoa Cadavid (2011 - 2015)
- José Libardo Garcés Monsalve (2016 - 2021)
- Félix María Ramírez Barajas (od 2022)